# Christian Rosencreutz
Christian Rosencreutz (také Christian Rosenkreutz, Christianus Rosencreutz nebo Christian Rosenkreuz) je symbolická literární postava, která vznikla v okruhu evangelického teologa Johanna Valentina Andreae. Christian Rosencreutz je líčen jako iniciátor – také fiktivního – řádu, který měl inspirovat celkovou reformu životních podmínek a vědy v křesťanském duchu. Jméno Christian Rosencreutz se dá přeložit zhruba jako „Křesťan Růžový kříž“. (V němčině existuje podobné slovo Rosenkranz, růženec, doslova „růžový věnec“.)   
Již mnoho současníků J. V. Andreae v 17. století však Rosencreutze považovalo za historickou osobou a zakladatele tajné společnosti, v níž lze získat alchymistické nebo dokonce magické znalosti. V 18. století na to navázali rosenkruciáni, kteří Christiana Rosencreutze chápali jako jednoho z dávných vůdců svého řádu, nikoli však zakladatele – samotný řád rosenkruciánů prý je mnohem mnohem starší. Na toto pojetí pak navázaly další tajné, alchymistické a magické spolky, zejména v roce 1865 založená společnost Societas Rosicruciana in Anglia.

## Zdroje

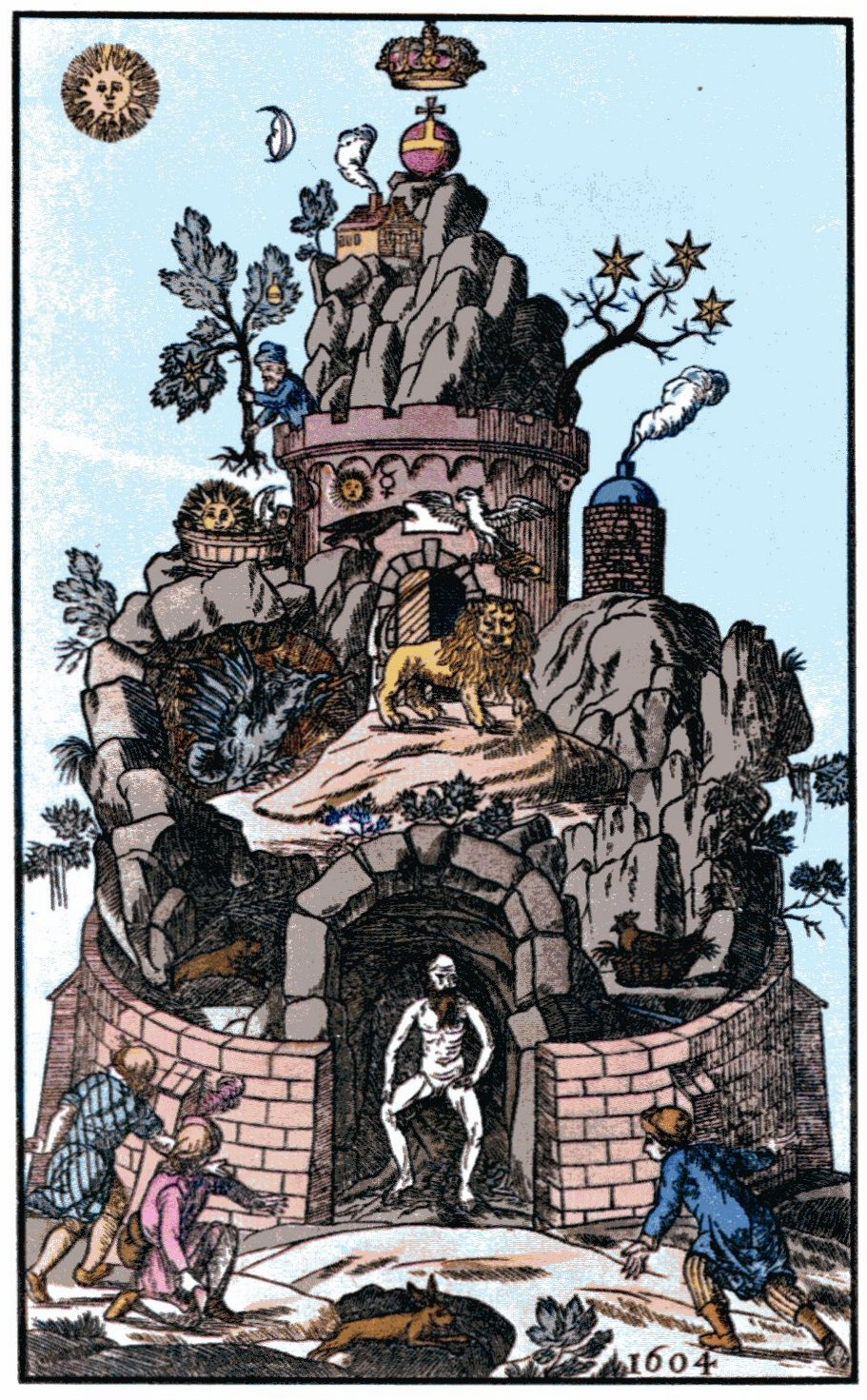
Hrob Christiana Rosencreutze v podobě „Hory filosofů“. (Číslo 1604 datuje popisovanou událost, nikoli vydání)

Christian Rosencreutz, případně s ním zřejmě totožná postava označená iniciálami jako Bratr C. R. C., se poprvé objevil v několika anonymně vydaných textech, které napsal Andreae či lidé z jeho okruhu. Andreae sám později prohlásil, že postavu Rosencreutze vynalezl.
Poprvé to byl roku 1614 spis Fama Fraternitatis vydaný jako součást sborníku Allgemeine und General Reformation, der gantzen weiten Welt (Všeobecná a generální reforma celého širého světa). Fama Fraternitatis vychází z díla De’ ragguagli di Parnasso (Prohlášení z Parnasu) italského satirika Traiana Boccaliniho (1556–1613), jež vyšlo v Benátkách roku 1612. Německý překlad, který je součástí Fama Fraternitatis, vypracoval Wilhelm Bidenbach. Připojen je stručný životopis legendárního Otce Rosencreutze, který v 15. století shromáždil v Arábii a Africe tajemství Orientu a pokusil se je předat v Evropě a vytvořit republiku učenců, která by zde zlepšila životní podmínky. Pět let po svém návratu do Německa se Otec Rosencreutz za tím účelem spojil se třemi řeholníky. Založili „Bratrstvo Rosencreutze“ a Dům Ducha svatého a přibrali další čtyři členy. Pak se rozešli do světa, ale setkávali se jednou ročně v sídle Otce Rosencreutze, který již necestoval a vždy s ním pobývali dva bratři. Každý bratr musel před svou smrtí zajistit nástupce. Tito nováčci pak již přesně nevěděli, kdy zakladatel řádu Rosencreutz zemřel, a 120 let po jeho smrti nalezli jeho hrob ve starém sklepení. Poté odmítli „prokletí zlata“, přihlásili se k příznivcům reformace církve a vyzvali ty, kteří o ni mají skutečný zájem, aby se k nim připojili.
Nejdůležitějším z původních rosencreutzovských textů je v roce 1616 vydaná a alchymisticky laděná Alchymická svatba, již napsal sám Andreae a v níž má Christian Rosencreutz ústřední postavení. Během alegorického putování zde zažívá zkoušky, zasvěcení, nebezpečí a úžasné záchrany. Již v prvních verzích (autor na textu pracoval zřejmě již od roku 1604) se Andreae pokusil esoterickou komunitu personifikovat prostřednictvím postavy legendárního Rosencreutze, který od té doby stále esoteriky zaměstnává.